# Гуэну
Гуэну (фр. Gouesnou) — коммуна на северо-западе Франции, находится в регионе Бретань, департамент Финистер, округ Брест, кантон Брест-4. Пригород Бреста, расположен в 8 км к северу, в 2 км от национальной автомагистрали N12.
Население (2019) — 6 215 человек. 

## История
Коммуна названа в честь Святого Гуэну (Saint Gouesnou), епископа Леона. В 1 км к западу от Гуэну были найдены следы крупного поселения галло-рисмкого периода. В Средние Века Гуэну играл важную роль — здесь был основан монастырь, который часто выбирали своей резиденции епископы Леона. В XIV веке здесь возвели мощную крепость, получившую неофициальное название Бастилия Сен-Гуэну. 

## Достопримечательности
- Церковь Святого Гуэну XVI века с фонтаном перед ней. Церковь была уничтожена во время бомбардировок Второй мировой войны и восстановлена в 70-х годах XX века.
- Развалины шато де Мелеан XVI века

## Экономика
Структура занятости населения:
- сельское хозяйство — 3,5 %
- промышленность — 6,4 %
- строительство — 12,0 %
- торговля, транспорт и сфера услуг — 60,0 %
- государственные и муниципальные службы — 18,0 %

Уровень безработицы (2018) — 9,6 % (Франция в целом —  13,4 %, департамент Финистер — 12,1 %). 

Среднегодовой доход на 1 человека, евро (2018) — 24 790 (Франция в целом — 21 730, департамент Финистер — 21 970).

## Демография
Динамика численности населения, чел.

## Администрация
Пост мэра Гуэну с 2008 года занимает Стефан Рудо (Stéphane Roudaut).  На муниципальных выборах 2014 года возглавляемый им правый список победил в 1-м туре, получив 75,98 % голосов.
| Период | Период | Фамилия           | Партия                      | Примечания                                        |
| ------ | ------ | ----------------- | --------------------------- | ------------------------------------------------- |
| 1978   | 1986   | Эме Гралан        | Разные правые               |                                                   |
| 1986   | 2001   | Жан-Клод Рюнаво   | Разные правые               |                                                   |
| 2001   | 2008   | Жан-Поль Глемарек | Социалистическая партия     | администратор университета Западной Бретани       |
| 2008   | 2014   | Мишель Фелеп      | Разные правые               | главный инженер Национальной школы мостов и дорог |
| 2014   |        | Стефан Рудо       | Республиканцы Разные правые | консультант по коммуникациям                      |

## Города-побратимы
- Боссофала, Мали
- Брекон, Уэльс

## Знаменитые уроженцы
- Роман Дефоссе (1798-1864), адмирал и политик периода Второй империи